# Sierra Leone ai Giochi della XXIX Olimpiade
La Sierra Leone ha partecipato ai Giochi della XXIX Olimpiade di Pechino, svoltisi dall'8 al 24 agosto 2008, con una delegazione di 3 atleti.

## Atletica leggera
| Gara            | Atleta          | Batterie | Batterie | Quarti | Quarti | Semifinali | Semifinali | Finale | Finale |
| Gara            | Atleta          | Tempo    | Pos.     | Tempo  | Pos.   | Tempo      | Pos.       | Tempo  | Pos.   |
| --------------- | --------------- | -------- | -------- | ------ | ------ | ---------- | ---------- | ------ | ------ |
| 200 m maschili  | Solomon Bayoh   | 22"16    | 59       |        |        |            |            |        |        |
| 100 m femminili | Michaela Kargbo | 12"54    | 7        |        |        |            |            |        |        |

## Pugilato
| Gara               | Atleta       | Sedicesimi                    | Ottavi | Quarti | Semifinali | Finale |
| ------------------ | ------------ | ----------------------------- | ------ | ------ | ---------- | ------ |
| Pesi mosca leggeri | Saidu Kargbo | Łukasz Maszczyk (Polonia) RSC |        |        |            |        |